# Makaveli Branded Clothing
Makaveli Branded es la línea de ropa oficial del rapero Tupac Shakur, fundada por su madre Afeni Shakur. Fue lanzada siete años después de la muerte de su hijo. El propósito de la marca es mantener vivo el legado de Tupac Shakur a través de la moda. Una parte de cada venta de Makaveli Branded es donada a la Fundación Tupac Amaru Shakur y al Tupac Amaru Shakur Center for the Arts en Atlanta, Georgia.
Entre los raperos estadounidenses que han comparecido con ropa de Makaveli Branded se incluyen Chamillionaire, Ludacris, Bone Thugs N Harmony y DJ Quik, entre otros.